# Var inte rädd för mörkret
Var inte rädd för mörkret är en psalm, där texten är en dikt skriven 1920 av författaren Erik Blomberg, senare tonsatt av Karin Rehnqvist, 1992  och  Fredrik Sixten, 1996. Texten ingår i diktsamlingen Jorden som skrevs 1920.

## Publicerad i
- Verbums psalmbokstillägg 2003 som nummer 797 under rubriken "Livets gåva och gräns".[1]
- Psalmer i 90-talet som nummer 899 under rubriken "Tillsammans på jorden: Sjukdom, lidande och nöd".[1]